# Max Honegger
Max Honegger (* 19. Juni 1860 in Hilzingen; † 21. August 1955 in Karlsruhe) war ein deutscher Maler, Illustrator und Buchgestalter. Sein Monogramm lautete „MH“.

## Leben und Werk
Er lebte seit 1890 in Leipzig. Dort war er Professor für Buchornamentik an der Akademie. Er gestaltete unter anderem Illustrationen für Ivanhoe (1904), Der abenteuerliche Simplicissimus (1905), die Romansammlung Frederick Marryats (1909) und Wilhelm von Polenz’ Dorfgeschichten.
1919 entwarf er Zierbuchstaben in Form von Initialen für die Leipziger Schriftgießerei J. G. Schelter & Giesecke. Weiterhin entwarf er Ansichtskarten und Bucheinbände.
Honegger entwarf Bildvignetten für Karl Mays Erzgebirgische Dorfgeschichten, die 1903 im Adalbert Fischer's Verlag, Leipzig erschienen. Die Umschlagskizze wurde von Adalbert Fischer entworfen und von Honegger angefertigt.